# دودي الشكل

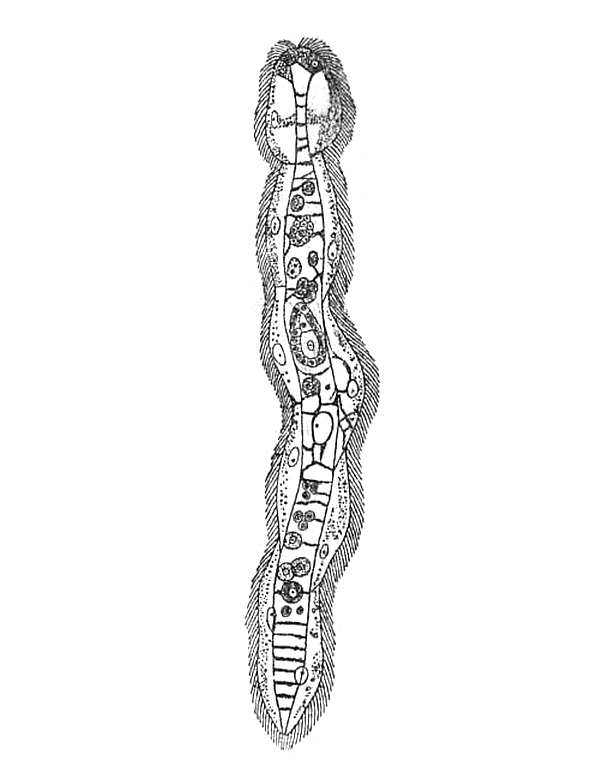
الرحويات: كائنات طفيلية صغيرة عادةً ما توصف بالدوديّة.

دُوْدِيُّ الشَّكْل هو مُصطلح يَصِف شيئًا يُشبهُ الدودة، غالبًا ما يُستخدم هذا التّعبير في علم الأحياء والتشريح لوصف أجزاء أُسطوانيّة أو أنبوبية الشّكل، غالباً الأجسام الناعمة أو الحيوانات. بالإنجليزية يُسمّى Vermiform، وهي كلمة ذات جَذر لاتيني، حيث vermes تَعْني دود، وَformes تَعْني شَكْل. من ضِمنِ الأمثلةِ المَعروفةِ " الزائدة الدودية "، وهي قِسم صَغير أَعمى من القناة الهضمية عِندَ البشر وعَدد من الثّدييات الأُخرى.
يوصَفُ عَدد مِن سُلالات الحيوانات ذاتِ الجسم اللّين عادةً بأنها دوديّة الشّكل، الأكثر شيوعًا بلا شك هي الدّيدان الحَلَقية (دودة الأرض ومثيلاتها)، والديدان المُسْتَديرة (وهي مجموعة شائعة جداًو طفيلية بشكل أساسي)، بالإضافة على عدد من السُلالات الأخرى الأقل شهرة. وَتتراوحُ الأمثلة من المِيزوزُوا إلى السُلالات الحيّة ذات الجِسمِ الحُر الأكبر مثل: الديدان الخرطومية وديدان الفُستق والقضيبيات.